# Мартін Кемпбелл
Ма́ртін Ке́мпбелл (англ. Martin Campbell; нар. 24 жовтня 1943, Гастінгз, Нова Зеландія) — новозеландський режисер кіно та телебачення.
Мартін Кемпбелл був режисером двох фільмів про Джеймса Бонда: «Золоте око» (1995, з Пірсом Броснаном у головній ролі) та «Казино Рояль» (2006, з Деніелом Крейґом у головній ролі).
У 1986 році Мартін Кемпбел отримав нагороду British Academy Television Award від Британської академії телебачення і кіномистецтва за телевізійний серіал Відплата (Edge of Darkness).

## Фільмографія
| Рік  | Українська назва          | Оригінальна назва         |
| ---- | ------------------------- | ------------------------- |
| 1973 | Сексуальний злодій        | The Sex Thief             |
| 1975 |                           | Three for All             |
| 1975 | Eskimo Nell               |                           |
| 1988 | Злочинний закон           | Criminal Law              |
| 1991 | Беззахисний               | Defenseless               |
| 1994 | Втеча неможлива           | No Escape                 |
| 1995 | Джеймс Бонд: Золоте око   | James Bond: GoldenEye     |
| 1998 | Маска Зорро               | The Mask of Zorro         |
| 2000 | Вертикальна межа          | Vertical Limit            |
| 2003 | За межею                  | Beyond Borders            |
| 2005 | Легенда Зорро             | The Legend of Zorro       |
| 2006 | Джеймс Бонд: Казино Рояль | James Bond: Casino Royale |
| 2010 | Відплата                  | Edge of Darkness          |
| 2011 | Зелений ліхтар            | Green Lantern             |
| 2013 |                           | Reckless                  |
| 2014 |                           | Warriors                  |
| 2017 | Іноземець                 | The Foreigner             |
| 2021 | Захищений                 | The Protégé               |
| 2022 | Пам'ять                   | Memory                    |
| 2025 | Клінер                    | Cleaner                   |